# Остаци средњовековне цркве и гробља у Дићима
Остаци средњовековне цркве и гробља у Дићима, насељеном месту удаљеном осам километара од Љига, представљају непокретно културно добро као споменик културе. Црква је подигнута, највероватније, почетком 14. века.

## Положај локалитета
Локалитет са некрополом, налази се са леве стране пута Љиг - Горњи Милановац, на самом подножју Главичког брда и његовој најнижој и најблажој падини окренутој ка југу, па у ширем смислу припада северним деловима Рудничке области. Ту пут пролази кроз долину речице Драгобиљ, која извире на западним падинама планине Рудник и тече према северозападу, да би се, низводно од гробља у Дићима, састала са Палежничком реком, стварајући речицу Љиг.

## Остаци цркве
На том месту је од 1991. до 1993. године извршено ископавање остатка цркве и некрополе. Ископавања је вршио Завод за заштиту споменика културе у Ваљеву, под руководством археолога Жељка Јежа. Овим радовима откривена је једнобродна масивна грађевина цркве са припратом рашког стила, без централне куполе, која је грађена крајем 13. или почетком 14. века, а најкасније до средине треће деценије 14. века.
Приликом археолошких радова откривена је гробница у облику тумула из периода 1500 – 1200 година пре Христа. Олтарска апсида једним делом лежи на тумулу. У храму је поред ктиторске надгробне плоче пронађено још 14 надгробних плоча.
Црква је запаљена и срушена након пада Србије под турску власт, 1459. године, када су страдале и многе друге цркве и манастири у Србији. На основу очуваних делова архитектуре види се да је црква грађена као храм подужне основе са припратом, бродом и апсидом, два призидана пирга са западне стране окречена у бело. Унутрашњост цркве је била живописана. На основу очуваних фрагмената живописа утврђено је да је живопис дело врхунских мајстора с почетка 14. века.
На овакво одређење хронолошког распона трајања цркве упућују покретни налази керамике, а и метални налази, који, иако малобројни, одају стилско - типолошке карактеристике 14. и 15. века. Овакво датовање подупиру и налази неколико новчића датованих између 1371. и 1454. године.

## Ктитор храма
Цркву је саградио властелин Влгдраг, челник краља Стефана Уроша II Μилутина, као своју маусолејну цркву, те је он у њој и сахрањен заједно са члановима своје породице и ближе родбине. Челник Влгдраг није до сада помињана личност у историјским изворима, али о његовом постојању јасно говори натпис на надгробној плочи постављеној изнад гроба у солеи наоса цркве.
Натпис, урезан у 13 редова, говори о упокојењу монаха Николе, по мирском зову челника Влгдрага који се преставио на Вазнесење Господње 8. маја 6835.(1327) године и коме надгробну плочу постави његова супруга, монахиња Ана, а мирски звана госпожда Владислава:
„У лето шест тисућно и
Осам стотина и тридесет пете
у дане краља Уроша
месеца маја у осми дан и Вазнесење
Господње на Спасовдан представи
се раб Божији монах Никола, а
мирски зван челник
Влгдраг, ктитор овога светог
места. И овај камен постави
раба Божија Ана, мирски звана
госпожда Владислава. Богу пак нашем
слава у векове. Амин.“
Овај властелин мора да је имао неку од важнијих управних функција у рудничкој области у време владавине краљева Милутина и Стефана Дечанског. Ктиторска плоча са добро очуваним натписом је изложена у Народном музеју у Ваљеву.

## Некропола
Око те маусолејне цркве формирана је некропола равних плоча на редове, која је досада највећа истражена оваква некропола на простору српских земаља, која обухвата преко 200 надгробних камених плоча необичних облика. То су хоризонталне надгробне плоче, најчешће без натписа, поједине имају уклесане веома необичне орнаменталне мотиве, постоје и двоводне плоче. Један део гробова је истражен, а скелетни остаци око 170 скелета) су пренети у Ваљево ради детаљније анализе.
Сама некропола је свакако трајала и дуже од цркве и судећи према облицима равних надгробних плоча које су пронађене око порушене цркве, можемо претпоставити да се сахрањивање на овој некрополи одвијало можда и кроз цео 17. век. После тога постојао је прекид у сахрањивању да би обновљено сеоско гробље почело да развија југозападно од улаза у цркву тек у другој половини 19. века.
Сахрањивање на гробљу се наставило до краја 17. века,  иако је црква порушена од стране Турака средином 15. века.
Приликом припремних радова, откопавања и подизања надгробних плоча ради насипања тампона, дошло је до открића нових плоча у делу западно од храма. Откривено је нових 47 плоча, две са необичним орнаментима који се, на до сада пронађеним плочама, нису сретали.
Након истраживања на остацима цркве је извршена примарна конзервација.

## Обнова цркве
Црквена општина Љиг је на молбу и инсистирање верника села Дићи донела одлуку да се приступи обнови ове средњовековне цркве, посвећене Светом Јовану Крститељу. Током 2007. године земљиште на којем се налази храм са некрополом пренето је у власништво Црквене општине Љиг. Прибављењем дозволе од стране Општине Љиг, 25. јануара 2008. године одобрена је обнова цркве. На основу идејног пројекта архитекте Божидара Петровића, урађен је главни пројекат који је одобрио Завод за заштиту споменика културе „Ваљево”. Радови су започети довођењем електричне струје и постављањем помоћне зграде, а у јесен 2012. године почели су радови на самом храму.
У јесен 2013. године по упутствима архитекте из Завода „Ваљево” изграђена је крипта у коју су 29. новембра 2013. године пренете све кости које су се последње три године налазиле у депоу ваљевског Завода, а пре тога су биле у истраживачком центру „Петница”. Том приликом администратор Епархије жичке Епископ шумадијски Јован служио је парастос ктитору монаху Николи и монахињи Ани и свима који су сахрањени у цркви и поред цркве.
У крипту са костима, поред иконе Васкрсења Христовог, положен је и запис са следећим текстом:
„29/16. новембра Лета Господњег 2013.-ог
на дан када Света Црква од Истока
слави Светог апостола и јеванђелиста Матеја
Би пренос и сахрана часних костију ктитора монаха Николе, по мирском зову челника
Влгдрага, који се представио на Вазнесење Господње 8.маја 1327. год., жене његове
монахиње Ане, мирски звана госпођа Владислава и више од 170 незнаних хришћана
србскога рода који су током 14. и 15. века били сахрањени покрај цркве Св. Јована
Крститеља, коју подиже као своју задужбину овај челник Влгдраг. Кости њихове откопане
током 1991. и 1992. године бејаху однете у град Ваљево ради испитивања и проучавања.
Сада пак би воља Божија да се врате на место часног погреба и да ту чекају други долазак :Христов и васкрсење из мртвих.
Молитве за упокојење душа њихових Васкрсломе Господу Исусу Христу принесе Епископ
Шумадијски и администратор Епархије Жичке Г.Г. Јован, са часним свештенством и
верним народом парохије љишке.
Богу нашем у Тројици прослављеном Оцу и Сину и Светоме Духу, нека је слава кроз
векове и сву вечност. Амин.”
Крајем јула месеца 2014. године грађевински радови на храму су завршени: црква је озидана, покривена, омалтерисана, уграђени прозори, бетониран под у наосу и президани су зидови припрате.